# Понт-Канавезе
Понт-Канавезе (італ. Pont-Canavese, п'єм. Pont Canavèis) — муніципалітет в Італії, у регіоні П'ємонт,  метрополійне місто Турин.
Понт-Канавезе розташований на відстані близько 560 км на північний захід від Рима, 40 км на північ від Турина.
Населення — 3538 осіб (2014).

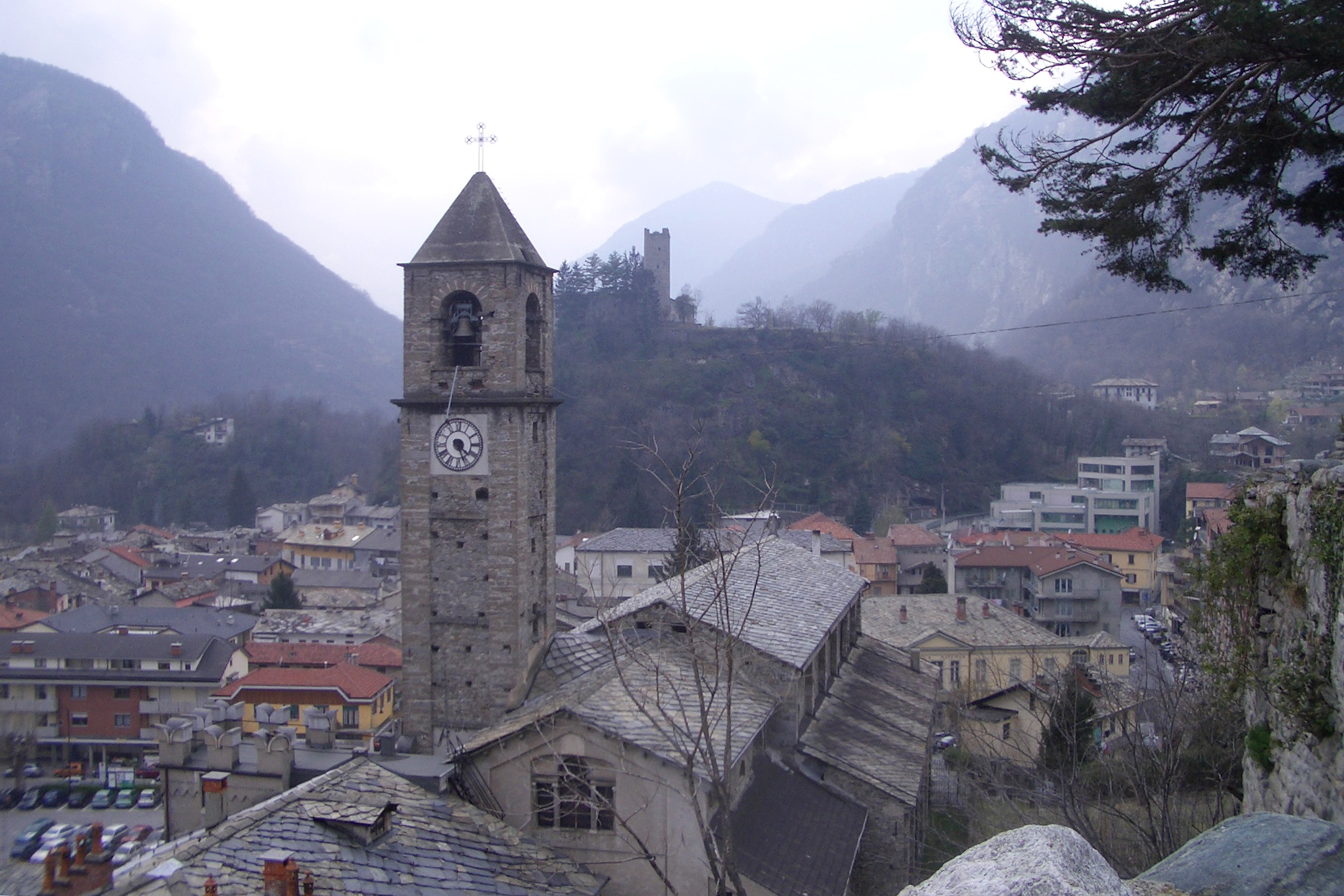

Щорічний фестиваль відбувається 21 вересня. Покровитель — San Costanzo.

## Демографія
Населення за роками:

Станом на 1 січня 2023 року в муніципалітеті офіційно проживало 299 іноземців з 19 країн, серед них 191 громадянин країн Євросоюзу та 1 громадянин України.

## Сусідні муніципалітети
- Альпетте
- К'єзануова
- Куорньє
- Фрассінетто
- Інгрія
- Ронко-Канавезе
- Спароне